# Henrik Svarrer
Henrik Svarrer (* 22. Juni 1964 in Esbjerg) ist ein ehemaliger dänischer Badmintonspieler.

## Karriere
Henrik Svarrer wurde im Jahr 1990 Europameister im Herrendoppel gemeinsam mit Jesper Larsen. Mit dem dänischen Team war er bei derselben Veranstaltung ebenfalls erfolgreich und verteidigte damit den Titel von 1988. Außerdem war er unter anderem bei den Dutch Open, Chinese Taipei Open, Canadian Open, Scottish Open, Finland International und German Open erfolgreich. Bei den Olympischen Spielen 1992 wurde er Fünfter und 1996 Neunter im Doppel.

## Sportliche Erfolge
| Saison    | Veranstaltung                   | Disziplin    | Platz | Name |
| --------- | ------------------------------- | ------------ | ----- | --- |
| 1985      | Canadian Open                   | Herrendoppel | 1     | Jens Peter Nierhoff / Henrik Svarrer |
| 1986      | Scottish Open                   | Herrendoppel | 1     | Jesper Knudsen / Henrik Svarrer |
| 1986      | Austrian International          | Herrendoppel | 1     | Claus Thomsen / Henrik Svarrer |
| 1987      | Thailand Open                   | Mixed        | 2     | Henrik Svarrer / Dorte Kjær |
| 1987      | Carlton-Intersport-Cup          | Mixed        | 1     | Henrik Svarrer / Dorte Kjær |
| 1988      | Europameisterschaft             | Mannschaft   | 1     | Dänemark (Kirsten Larsen, Jens Peter Nierhoff, Michael Kjeldsen, Dorte Kjær, Nettie Nielsen, Steen Fladberg, Morten Frost, Christina Bostofte, Jan Paulsen, Henrik Svarrer)                       |
| 1988      | Canadian Open                   | Mixed        | 1     | Henrik Svarrer / Erica van Dijk |
| 1988      | Scottish Open                   | Herrendoppel | 1     | Henrik Svarrer / Claus Thomsen |
| 1988      | Canadian Open                   | Herrendoppel | 1     | Jens Peter Nierhoff / Henrik Svarrer |
| 1988      | Europameisterschaft             | Mixed        | 3     | Henrik Svarrer / Dorte Kjær |
| 1988/1989 | Dänemark: Einzelmeisterschaften | Mixed        | 1     | Henrik Svarrer, Hvidovre BC / Dorte Kjær, Greve Strand BK |
| 1989      | Chinese Taipei Open             | Mixed        | 1     | Henrik Svarrer / Dorte Kjær |
| 1989      | German Open                     | Herrendoppel | 1     | Jan Paulsen / Henrik Svarrer |
| 1990      | Europameisterschaft             | Mannschaft   | 1     | Dänemark (Jon Holst-Christensen, Grete Mogensen, Morten Frost, Dorte Kjær, Nettie Nielsen, Pernille Nedergaard, Lotte Olsen, Henrik Svarrer, Jan Paulsen, Poul-Erik Høyer Larsen, Kirsten Larsen) |
| 1990      | Europameisterschaft             | Herrendoppel | 1     | Jan Paulsen / Henrik Svarrer |
| 1991      | Dutch Open                      | Mixed        | 1     | Henrik Svarrer / Marlene Thomsen |
| 1991      | Finnish International           | Mixed        | 1     | Henrik Svarrer / Maria Bengtsson |
| 1992      | All England                     | Herrendoppel | 2     | Jan Paulsen / Henrik Svarrer |
| 1992      | Europameisterschaft             | Herrendoppel | 2     | Jan Paulsen / Henrik Svarrer |
| 1992      | Olympia                         | Herrendoppel | 5     | Jan Paulsen / Henrik Svarrer |
| 1993      | Finnish International           | Herrendoppel | 1     | Christian Jacobsen / Henrik Svarrer |
| 1994      | Europameisterschaft             | Herrendoppel | 3     | Henrik Svarrer / Jim Laugesen |
| 1995      | Nordische Meisterschaften       | Herrendoppel | 1     | Michael Søgaard / Henrik Svarrer |
| 1995      | Copenhagen Masters              | Herrendoppel | 1     | Henrik Svarrer / Michael Søgaard |
| 1995      | Swiss Open                      | Herrendoppel | 3     | Henrik Svarrer / Michael Søgaard |
| 1996      | Europameisterschaft             | Herrendoppel | 2     | Michael Søgaard / Henrik Svarrer |